# Goni
Goni (sardisk: Gòni) er en by og en kommune (comune) i provinsen Sud Sardegna i regionen Sardinien i Italien. Byen ligger i 383 meters højde og har 483 indbyggere (2016). Kommunen har et areal på 18,60 km² og grænser til kommunerne Escalaplano, Ballao, Orroli, Silius og Siurgus Donigala.